# Z・U・T・T・O
Z・U・T・T・O（ずっと）は、1992年10月から1993年3月まで放送されていたTBSの深夜番組。

## 概要
渡辺正行と久本雅美が司会を担当。毎週ゲストを招いてトーク等を展開。女性ゲスト（主にグラビアアイドルやセクシー系）が出演した回は、キワドイ恋愛話や初体験告白、プライベートをこっそり教えてもらうトーク等もあった。他に、バブル末期の深夜番組によくあるセクシー系ゲームコーナー等もあった（司会の渡辺が他局で出演していた『爆発!なべしま部屋』に類似した企画など）。エンディングトークコーナーでは、司会の2人が視聴者から送られてきた、かなり危ない投稿写真を見て感想を述べる事もあった（映像で見せられない物がほとんどなので、編集で画面全体をテロップでごまかす処理がなされていた）。
番組のオープニング曲に桜樹ルイ(チェリールイ名義)の「さわるんじゃねー」、エンディング曲に辻仁成の「WITH」や米倉利紀の「ほんのりブルー」等が使用されていた時期もあった。
後年、久本は『たけしのこれがホントのニッポン芸能史』に長寿番組がテーマの回にゲスト出演し、当番組について「番組名はZUTTO(ずっと)でしたが、実際はちょっと(半年)で終了した」と自虐的に話していた。当番組終了後、同時間帯はダウンタウンの番組が暫く続く事になる(1993年4月開始は『ダウンタウン也』)。

## 出演者
- 渡辺正行
- 久本雅美　他

## 主なスタッフ
- 構成：むらこし豪昭、下村稔
- 技術：小山内義紀
- カメラ：寺尾昭彦、飯橋俊昭 他
- 照明：鋤野雅彦 他
- 編集・MA：ヌーベルバーグ（上坂一史、荒井吉春）
- 音効：ユミックス（宮下博国）
- 美術：CAVIN（ねもとまさ乙、大野正夫）
- 技術協力：東通、ティ・エル・シー
- ディレクター：加藤和廣 他
- プロデューサー：百武健之 他
- 製作：TBS、TIX'ﾖ